# رکن‌آباد (لنجان)
رکن‌آباد، روستایی در دهستان زیرکوه از توابع بخش باغ بهادران شهرستان لنجان در استان اصفهان ایران است.
بر اساس سرشماری عمومی نفوس و مسکن سال ۱۳۹۵، جمعیت آن ۶۹۷ نفر (۲۲۰ خانوار) بوده است.